# Berliner Illustrierte Nachtausgabe
Die Berliner Illustrierte Nachtausgabe war eine deutsche Tageszeitung.

## Geschichte
Sie erschien einmal täglich außer sonntags im Scherl-Verlag in Berlin und entwickelte sich schnell zu einer der auflagenstärksten Berliner Tageszeitungen. Inhaltlich war sie konservativ ausgerichtet und durch eine sensationsheischende Aufmachung gekennzeichnet. Markant war der rote Strich, der auf der Titelseite zu sehen war. Schilling schreibt zum Erfolgskonzept der Zeitung: „Sensationen, Sport und Lokalberichterstattung, [...] Nebenbei mischte man noch eine feine Portion DNVP-Tendenz unter, die aber [...] nicht beonders auffiel.“
Insofern wird sie als ein Vorläufer der Bild-Zeitung angesehen.
Erscheinungszeitraum war von 1928 bis 1945. Unter anderem schrieb der deutsche Journalist Fritz Lucke für die Berliner Illustrierte Nachtausgabe.
Maßgeblich wurde die Zeitung von Alfred Hugenberg in der Weimarer Republik gefördert.